# Ròbol
El Ròbol és un curs d'aigua de la Catalunya del Nord, a la comarca del Rosselló, que discorre pels termes comunals d'Òpol i Perellós, Salses, Espirà de l'Aglí i Ribesaltes.
És un dels rius que vertebra el sector nord-occidental de la subcomarca de la Salanca procedent del sector oriental de les Corberes, al nord del Rosselló, Catalunya del Nord.

## Terme comunal d'Òpol i Perellós
Neix a ponent del poble d'Òpol, per la unió dels còrrecs dels Vivers i de la Llaquera. Tot seguit s'adreça cap a migdia, marcant un traçat molt sinuós. A l'extrem meridional del terme d'Òpol i Perellós, al sud del Bosc d'Òpol, entra en el terme de Salses.

## Terme comunal de Salses
Ja dins d'aquest terme, discorre a llevant del Mas de Vespella i del Mas de Santa Maria i a ponent del Mas de la Xica, a prop i al nord-oest del camp militar Mariscal Joffre entra en el terme d'Espirà de l'Aglí.

## Terme comunal d'Espirà de l'Aglí
En el seu breu pas per aquest terme, en travessa l'extrem oriental a prop i a ponent del camp militar abans esmentat, per tal d'entrar de seguida en el terme de Ribesaltes a prop del seu extrem nord-oest.

## Terme comunal de Ribesaltes
Dins d'aquest terme, s'adreça cap al sud-est, en direcció a la zona nord-oest del nucli urbà de Ribesaltes, on hi ha unes modernes urbanitzacions, a ponent del Mas d'en Donat, o Jolí Donat, i al nord-oest del nucli urbà, que queda a l'altra banda de l'Aglí, i s'aboca en aquest riu just a la partida del Ròbol.

## Els afluents del Ròbol
Al llarg del seu recorregut rep nombrosos afluents, tots de caràcter torrencial, principalment còrrecs. Format en els seus inicis pels còrrecs de la Llaquera, que ve del nord, i dels Vivers, que procedeix de l'oest, encara dins del terme d'Òpol i Perellós rep per l'esquerra el de la Ginebreda, el de la Basseta, o les Bassetes, el de la Perdició, i per la dreta el de la Coma del Bou, el de les Salines, el del Matavent i la Coma de l'Esquella. Ja dins del terme de Salses rep per la dreta la Coma de l'Esperit, el Còrrec de la Jaça Nova, el de les Cotives, el de Matavent (diferent del del terme d'Òpol i Perellós), el de la Coma del Llop i el del Ravanell, mentre que per l'esquerra, el de la Murtra (quatre de seguits amb el mateix nom) i el del Mas de la Xica. Passa a Espirà de l'Aglí, i. Finalment, en el seu tram final pel terme de Ribesaltes, només rep per la dreta el Còrrec de l'Ase.